# بکر بن نطاح
بَکر بن نَطّاح حنفی با کنُیهٔ ابو وائل، شاعر عراقی بدوی‌تبار در دورهٔ اول عباسی و سدهٔ سوم هجری بود. او نخست از صعلوک‌ها بود که به راهزنی می‌پرداخت؛ اما از آن روی گرداند. به بغداد درآمد و نزد ابودلف عجلی پذیرفته شد و هم‌نشین او بود. او در فنون شعری فخر، حماسه، مدیح، رثا و هجا سرود و در غزل، نوآور بود. همچنین دیدگاهی دربارهٔ نظم شعر داشته اشت.